# Segunda División de Venezuela 2020
La temporada 2020 de la Segunda División de Venezuela, conocida por motivos de patrocinio como la AC2 Venezuela, fue la 41.ª edición del torneo de segundo nivel del Fútbol Profesional Venezolano.
El torneo original se había iniciado a mediados del mes de febrero y se alcanzaron a disputar 4 jornadas, pero luego fue suspendido definitivamente debido a la Pandemia por el Coronavirus.
Sin embargo, la FVF junto con la Asociación de Clubes de la Segunda División de Venezuela dio a conocer que el torneo se reanudaría bajo un nuevo formato de competición que se inició el 7 de noviembre del año en curso, dejando sin efecto los resultados de los primeros partidos. En esta edición solo participaron 12 equipos divididos en 2 grupos, cuyos dos primeros lugares de cada grupo compitieron en unas eliminatorias de ascenso a Primera División para la temporada 2021. 9 de los equipos de la Segunda División anunciaron a través de comunicados en sus respectivas redes que no participarían en el torneo por las restricciones que ha generado la pandemia y para resguardo de jugadores y empleados de los clubes.

## Sistema de juego
El torneo de Segunda División tiene la siguiente modalidadː
- Fase de Grupos: 12 equipos se dividen en 2 grupos de 6 equipos cada uno enfrentándose en formato de ida y vuelta; los primeros dos lugares de cada grupo clasificarán a la segunda fase del torneo. Cada grupo estará en una única sede geográfica: el Grupo A, en la región Centro Oriental, en el estado Lara, estarán los equipos Academia Rey, Angostura Fútbol Club, Fundación AIFI, Llaneros de Guanare, Universidad Central y Yaracuy Fútbol Club; el grupo B en la región Occidental, en el estado Mérida, estarán los equipos Atlético El Vigía, Deportivo JBL del Zulia, Hermanos Colmenarez, Real Frontera Sport Club, Unión Local Andina Fútbol Club y Ureña Sport Club.

- Eliminatoria de Ascenso: Los dos primeros lugares de cada grupo competirán en semifinales de eliminatorias para clasificar tanto al ascenso directo a Primera División como al campeonato del torneo. El equipo del primer lugar del grupo A competirá contra el segundo lugar del grupo B, y el primer lugar del grupo B contra el segundo lugar del grupo A. Los ganadores de las semifinales, cuyos enfrentamientos serán a partidos de ida y vuelta, ascenderán directamente a Primera División. No obstante, competirán en una final a partido único para definir al campeón de la Segunda División.

## Equipos participantes

### Ascensos y descensos
| Pos. | a Primera División |
| ---- | ------------------ |
| 1.º  | Yaracuyanos F. C.  |
| 2.º  | GV Maracay         |

| Pos. | a Segunda División     |
| ---- | ---------------------- |
| 16.º | Llaneros de Guanare    |
| 19.º | Estudiantes de Caracas |
| 20.º | Deportivo Anzoátegui   |

| Pos. | a Segunda División |
| ---- | ------------------ |
| 1.°  | Academia Rey       |
| 2.°  | Minervén S. C.     |

| Pos. | a Tercera División |
| ---- | ------------------ |
| 19.° | Ciudad Vinotinto   |

### Datos de los equipos

#### Grupo Centro Oriental (A) (Sede Lara)
| Club                | Ciudad         | Entrenador       | Estadio               | Aforo  |
| ------------------- | -------------- | ---------------- | --------------------- | ------ |
| Academia Rey        | Barquisimeto   | Osmar Castillo   | Metropolitano de Lara | 47.919 |
| Angostura F. C.     | Ciudad Bolívar | Luis Vera        | Ricardo Tulio Maya    | 2.500  |
| Fundación AIFI      | Ciudad Guayana | José Danglad     | CTE Cachamay          | 41.300 |
| Llaneros de Guanare | Guanare        | Edwin Quilagury  | Rafael Pinto          | 10.000 |
| Universidad Central | Caracas        | Pedro Acosta     | Olímpico de la UCV    | 24.000 |
| Yaracuy F. C.       | San Felipe     | Manolo Contreras | Florentino Oropeza    | 11.000 |

#### Grupo Occidental (B) (Sede Mérida)
| Club                    | Ciudad      | Entrenador      | Estadio                    | Aforo  |
| ----------------------- | ----------- | --------------- | -------------------------- | ------ |
| Atlético El Vigía       | El Vigía    | Eduardo Borrero | Ramón Hernández            | 12.765 |
| Deportivo JBL del Zulia | Maracaibo   | Nino Valencia   | José Pachencho Romero      | 40.000 |
| Hermanos Colmenarez     | Barinas     | Luis Pacheco    | Estadio Reinaldo Melo      | 10.000 |
| Real Frontera S. C.     | San Antonio | Rodin Duque     | Polideportivo Pueblo Nuevo | 38.755 |
| ULA F. C.               | Mérida      | Elvis Martínez  | Guillermo Soto Rosa        | 14.000 |
| Ureña S. C.             | Ureña       | Pastor Márquez  | Complejo Deportivo UCAT    | 5.000  |

## Fase de grupos

### Grupo Centro Oriental (A) (Sede Lara)

#### Clasificación
| Pos. | Equipo              | Pts. | PJ | G | E | P | GF | GC | Dif. | Clasificación 2020      |
| ---- | ------------------- | ---- | -- | - | - | - | -- | -- | ---- | ----------------------- |
| 1    | Llaneros de Guanare | 21   | 10 | 6 | 3 | 1 | 14 | 8  | +6   | Eliminatoria de Ascenso |
| 2    | Universidad Central | 19   | 10 | 5 | 4 | 1 | 10 | 4  | +6   | Eliminatoria de Ascenso |
| 3    | Yaracuy             | 13   | 10 | 3 | 4 | 3 | 10 | 9  | +1   |                         |
| 4    | Academia Rey        | 12   | 10 | 3 | 3 | 4 | 7  | 8  | −1   |                         |
| 5    | Angostura           | 8    | 10 | 1 | 5 | 4 | 6  | 9  | −3   |                         |
| 6    | Fundación AIFI      | 5    | 10 | 0 | 5 | 5 | 6  | 14 | −8   |                         |

 Fuente: Soccerway

#### Evolución de la clasificación
| Equipo / Fecha      | 1 | 2 | 3 | 4 | 5 | 6 | 7 | 8 | 9 | 10 |
| ------------------- | - | - | - | - | - | - | - | - | - | -- |
| Llaneros de Guanare | 1 | 1 | 1 | 1 | 1 | 1 | 2 | 2 | 1 | 1  |
| Universidad Central | 6 | 6 | 3 | 3 | 2 | 2 | 1 | 1 | 2 | 2  |
| Yaracuy             | 2 | 2 | 4 | 4 | 3 | 3 | 3 | 4 | 4 | 3  |
| Academia Rey        | 5 | 3 | 2 | 2 | 4 | 4 | 4 | 3 | 3 | 4  |
| Angostura           | 4 | 5 | 6 | 5 | 6 | 5 | 5 | 5 | 5 | 5  |
| Fundación AIFI      | 3 | 4 | 5 | 5 | 5 | 6 | 6 | 6 | 6 | 6  |

#### Resultados
- Los horarios corresponden a la hora local de Venezuela (UTC−4).

Calendario sujeto a cambios

##### Primera vuelta
| Fundación AIFI      | 0 - 0 | Angostura           | Metropolitano de Lara | 8 de noviembre | 09:00 |
| Academia Rey        | 0 - 1 | Llaneros de Guanare | Farid Richa           | 8 de noviembre | 10:00 |
| Universidad Central | 0 - 1 | Yaracuy             | Farid Richa           | 8 de noviembre | 15:30 |

| Angostura           | 0 - 1 | Academia Rey        | Metropolitano de Lara | 10 de noviembre | 09:00 |
| Llaneros de Guanare | 1 - 1 | Universidad Central | Metropolitano de Lara | 10 de noviembre | 15:30 |
| Yaracuy             | 1 - 1 | Fundación AIFI      | Farid Richa           | 10 de noviembre | 15:30 |

| Fundación AIFI      | 0 - 2 | Academia Rey        | Metropolitano de Lara | 13 de noviembre | 09:00 |
| Universidad Central | 3 - 1 | Angostura           | Farid Richa           | 13 de noviembre | 09:00 |
| Yaracuy             | 2 - 3 | Llaneros de Guanare | Farid Richa           | 13 de noviembre | 15:30 |

| Academia Rey        | 0 - 0 | Universidad Central | Farid Richa           | 15 de noviembre | 09:00 |
| Llaneros de Guanare | 2 - 2 | Fundación AIFI      | Metropolitano de Lara | 15 de noviembre | 09:00 |
| Angostura           | 0 - 0 | Yaracuy             | Farid Richa           | 15 de noviembre | 20:00 |

| Universidad Central | 2 - 1 | Fundación AIFI | Metropolitano de Lara | 18 de noviembre | 09:00 |
| Llaneros de Guanare | 1 - 0 | Angostura      | Farid Richa           | 18 de noviembre | 09:00 |
| Yaracuy             | 1 - 0 | Academia Rey   | Farid Richa           | 18 de noviembre | 15:30 |

##### Segunda vuelta
| Yaracuy             | 0 - 1 | Universidad Central | Metropolitano de Lara | 20 de noviembre | 09:00 |
| Llaneros de Guanare | 2 - 0 | Academia Rey        | Metropolitano de Lara | 20 de noviembre | 15:30 |
| Angostura           | 2 - 0 | Fundación AIFI      | Farid Richa           | 20 de noviembre | 20:00 |

| Fundación AIFI      | 1 - 1 | Yaracuy             | Metropolitano de Lara | 23 de noviembre | 09:00 |
| Universidad Central | 1 - 0 | Llaneros de Guanare | Farid Richa           | 23 de noviembre | 09:00 |
| Academia Rey        | 0 - 1 | Angostura           | Farid Richa           | 23 de noviembre | 15:30 |

| Academia Rey        | 2 - 1 | Fundación AIFI      | Farid Richa           | 25 de noviembre | 09:00 |
| Llaneros de Guanare | 1 - 0 | Yaracuy             | Metropolitano de Lara | 25 de noviembre | 15:30 |
| Angostura           | 0 - 1 | Universidad Central | Farid Richa           | 25 de noviembre | 20:00 |

| Universidad Central (A) | 0 - 0 | Academia Rey            | Metropolitano de Lara | 28 de noviembre | 09:00 |
| Fundación AIFI          | 0 - 3 | Llaneros de Guanare (A) | Metropolitano de Lara | 28 de noviembre | 15:30 |
| Yaracuy                 | 2 - 2 | Angostura               | Farid Richa           | 28 de noviembre | 20:00 |

| Angostura      | 0 - 0 | Llaneros de Guanare (I)  | Metropolitano de Lara | 30 de noviembre | 09:00 |
| Fundación AIFI | 0 - 0 | Universidad Central (II) | Farid Richa           | 30 de noviembre | 09:00 |
| Academia Rey   | 0 - 2 | Yaracuy                  | Farid Richa           | 30 de noviembre | 15:30 |

### Grupo Occidental (B) (Sede Mérida)

#### Clasificación
| Pos. | Equipo                  | Pts. | PJ | G | E | P | GF | GC | Dif. | Clasificación 2020      |
| ---- | ----------------------- | ---- | -- | - | - | - | -- | -- | ---- | ----------------------- |
| 1    | Ureña                   | 23   | 10 | 7 | 2 | 1 | 16 | 7  | +9   | Eliminatoria de Ascenso |
| 2    | Hermanos Colmenarez     | 20   | 10 | 6 | 2 | 2 | 21 | 12 | +9   | Eliminatoria de Ascenso |
| 3    | ULA F. C.               | 15   | 10 | 4 | 3 | 3 | 16 | 16 | 0    |                         |
| 4    | Atlético El Vigía       | 11   | 10 | 3 | 2 | 5 | 14 | 16 | −2   |                         |
| 5    | Deportivo JBL del Zulia | 11   | 10 | 3 | 2 | 5 | 12 | 16 | −4   |                         |
| 6    | Real Frontera           | 4    | 10 | 1 | 1 | 8 | 12 | 24 | −12  |                         |

 Fuente: Soccerway

#### Evolución de la clasificación
| Equipo / Fecha          | 1 | 2 | 3 | 4 | 5 | 6 | 7 | 8 | 9 | 10 |
| ----------------------- | - | - | - | - | - | - | - | - | - | -- |
| Ureña                   | 3 | 3 | 2 | 1 | 2 | 2 | 2 | 2 | 1 | 1  |
| Hermanos Colmenarez     | 1 | 1 | 1 | 3 | 1 | 1 | 1 | 1 | 2 | 2  |
| ULA F. C.               | 5 | 4 | 4 | 4 | 4 | 4 | 4 | 3 | 3 | 3  |
| Atlético El Vigía       | 2 | 2 | 3 | 2 | 3 | 3 | 3 | 4 | 4 | 4  |
| Deportivo JBL del Zulia | 4 | 6 | 5 | 5 | 5 | 5 | 5 | 5 | 5 | 5  |
| Real Frontera           | 6 | 5 | 6 | 6 | 6 | 6 | 6 | 6 | 6 | 6  |

#### Resultados
- Los horarios corresponden a la hora local de Venezuela (UTC−4).

Calendario sujeto a cambios

##### Primera vuelta
| Atlético El Vigía   | 2 - 0 | Depotivo JBL del Zulia | Soto Rosa | 7 de noviembre | 09:00 |
| ULA F. C.           | 0 - 1 | Ureña                  | Soto Rosa | 7 de noviembre | 12:00 |
| Hermanos Colmenarez | 3 - 0 | Real Frontera          | Soto Rosa | 7 de noviembre | 15:30 |

| Ureña                   | 1 - 1 | Atlético El Vigía   | Soto Rosa | 9 de noviembre | 09:00 |
| Deportivo JBL del Zulia | 1 - 3 | Hermanos Colmenarez | Soto Rosa | 9 de noviembre | 12:00 |
| Real Frontera           | 0 - 0 | ULA F. C.           | Soto Rosa | 9 de noviembre | 15:30 |

| Ureña             | 3 - 1 | Real Frontera           | Soto Rosa | 12 de noviembre | 09:00 |
| Atlético El Vigía | 1 - 1 | Hermanos Colmenarez     | Soto Rosa | 12 de noviembre | 12:00 |
| ULA F. C.         | 1 - 1 | Deportivo JBL del Zulia | Soto Rosa | 12 de noviembre | 15:30 |

| Hermanos Colmenarez     | 2 - 3 | ULA F. C.         | Soto Rosa | 14 de noviembre | 09:00 |
| Real Frontera           | 2 - 3 | Atlético El Vigía | Soto Rosa | 14 de noviembre | 12:00 |
| Deportivo JBL del Zulia | 0 - 2 | Ureña             | Soto Rosa | 14 de noviembre | 15:30 |

| ULA F. C.     | 1 - 0 | Atlético El Vigía       | Soto Rosa | 17 de noviembre | 09:00 |
| Real Frontera | 0 - 2 | Deportivo JBL del Zulia | Soto Rosa | 17 de noviembre | 12:00 |
| Ureña         | 0 - 2 | Hermanos Colmenarez     | Soto Rosa | 17 de noviembre | 15:30 |

##### Segunda vuelta
| Ureña                   | 2 - 0 | ULA F. C.           | Soto Rosa | 19 de noviembre | 09:00 |
| Real Frontera           | 1 - 2 | Hermanos Colmenarez | Soto Rosa | 19 de noviembre | 12:00 |
| Deportivo JBL del Zulia | 2 - 0 | Atlético El Vigía   | Soto Rosa | 19 de noviembre | 15:30 |

| Hermanos Colmenarez | 3 - 1 | Deportivo JBL del Zulia | Soto Rosa | 22 de noviembre | 09:00 |
| Atlético El Vigía   | 0 - 2 | Ureña                   | Soto Rosa | 22 de noviembre | 12:00 |
| ULA F. C.           | 2 - 3 | Real Frontera           | Soto Rosa | 22 de noviembre | 15:30 |

| Real Frontera           | 2 - 3 | Ureña (A)         | Soto Rosa | 24 de noviembre | 09:00 |
| Deportivo JBL del Zulia | 3 - 3 | ULA F. C.         | Soto Rosa | 24 de noviembre | 12:00 |
| Hermanos Colmenarez (A) | 2 - 1 | Atlético El Vigía | Soto Rosa | 24 de noviembre | 15:30 |

| Atlético El Vigía | 4 - 2 | Real Frontera           | Soto Rosa | 27 de noviembre | 09:00 |
| Ureña             | 1 - 0 | Deportivo JBL del Zulia | Soto Rosa | 27 de noviembre | 12:00 |
| ULA F. C.         | 3 - 2 | Hermanos Colmenarez     | Soto Rosa | 27 de noviembre | 15:30 |

| Atlético El Vigía        | 2 - 3 | ULA F. C.     | Soto Rosa | 29 de noviembre | 09:00 |
| Hermanos Colmenarez (II) | 1 - 1 | Ureña (I)     | Soto Rosa | 29 de noviembre | 12:00 |
| Deportivo JBL del Zulia  | 2 - 1 | Real Frontera | Soto Rosa | 29 de noviembre | 15:30 |

## Eliminatoria de ascenso a Primera División
Los dos primeros lugares de cada grupo participaron en una eliminatoria final de ascenso a Primera División. Los ganadores de las Semifinales ascendieron de forma directa, y a la vez ambos disputaron la Final a partido único donde se definió el campeón del torneo.

### Cuadro
|  | Semifinales | Semifinales         | Semifinales | Semifinales         | Semifinales |   |   | Final               | Final | Final |  |
|  |             |                     |             |                     |             |   |   |                     |       |       |  |
|  |             |                     |             |                     |             |   |   |                     |       |       |  |
|  | 1A          | Llaneros de Guanare | 0           | 1                   | 1           |   |   |                     |       |       |  |
|  | 1A          | Llaneros de Guanare | 0           | 1                   | 1           |   |   |                     |       |       |  |
|  | 2B          | Hermanos Colmenarez | 1           | 2                   | 3           |   |   |                     |       |       |  |
|  | 2B          | Hermanos Colmenarez | 1           | 2                   | 3           |   | 1 | Hermanos Colmenarez | 1     |       |  |
|  |             |                     |             |                     |             |   | 1 | Hermanos Colmenarez | 1     |       |  |
|  |             |                     | 2           | Universidad Central | 0           |   |   |                     |       |       |  |
|  | 1B          | Ureña               | 2           | Universidad Central | 0           | 0 | 0 | 0 (3)               |       |       |  |
|  | 1B          | Ureña               |             |                     |             | 0 | 0 | 0 (3)               |       |       |  |
|  | 2A          | Universidad Central | 0           | 0                   | 0 (5)       |   |   |                     |       |       |  |
|  | 2A          | Universidad Central | 0           | 0                   | 0 (5)       |   |   |                     |       |       |  |
|  |             |                     |             |                     |             |   |   |                     |       |       |  |

### Semifinales

#### Hermanos Colmenarez - Llaneros de Guanare
| Ida; 4 de diciembre | Hermanos Colmenarez  | 1:0 (1:0) | Llaneros de Guanare | Estadio Guillermo Soto Rosa, Mérida, Edo. Mérida |                            |
|                     | J. Zapata 38' (pen.) | Reporte   |                     | Asistencia: 0 espectadores                       | Asistencia: 0 espectadores |

| Vuelta; 8 de diciembre | Llaneros de Guanare                          | 1:2 (1:0) (Global 1:3) | Hermanos Colmenarez | Estadio Guillermo Soto Rosa, Mérida, Edo. Mérida |                            |
|                        | K. Díaz 20' · J. Zapata 90' · J. Pérez 90+3' | Reporte                |                     | Asistencia: 0 espectadores                       | Asistencia: 0 espectadores |

| Pasa a la Final Hermanos Colmenarez Clasifica a Primera División de Venezuela 2021 |

#### Universidad Central - Ureña
| Ida; 4 de diciembre | Universidad Central | 0:0     | Ureña | Estadio Guillermo Soto Rosa, Mérida, Edo. Mérida |                            |
|                     |                     | Reporte |       | Asistencia: 0 espectadores                       | Asistencia: 0 espectadores |

| Vuelta; 8 de diciembre | Ureña                                | 0:0 (3:5 p.)(Global 0:0)   | Universidad Central                                   | Estadio Guillermo Soto Rosa, Mérida, Edo. Mérida |                            |
|                        |                                      | Reporte                    |                                                       | Asistencia: 0 espectadores                       | Asistencia: 0 espectadores |
|                        |                                      | Tiros desde el punto penal |                                                       |                                                  |                            |
|                        | J. Caicedo · K. Salazar · K. Roballo |                            | E. Romero · R. Mejía · K. Liendo · M. Lugo · J. Lamas |                                                  |                            |

| Pasa a la Final Universidad Central Clasifica a Primera División de Venezuela 2021 |

### Final
Hermanos Colmenarez - Universidad Central
| Gran Final; 10 de diciembre | Hermanos Colmenarez | 1:0 (1:0) | Universidad Central | Estadio Guillermo Soto Rosa, Mérida, Edo. Mérida |                            |
|                             | V. Arboleda 21'     | Reporte   |                     | Asistencia: 0 espectadores                       | Asistencia: 0 espectadores |

|                                                         |
| Campeón                                                 |
| Hermanos Colmenarez (1.er título) Segunda División 2020 |

## Tabla acumulada
| Pos. | Equipo                  | Pts. | PJ | G | E | P | GF | GC | Dif. |
| ---- | ----------------------- | ---- | -- | - | - | - | -- | -- | ---- |
| 1    | Ureña S. C.             | 23   | 10 | 7 | 2 | 1 | 16 | 7  | +9   |
| 2    | Llaneros de Guanare     | 21   | 10 | 6 | 3 | 1 | 14 | 8  | +6   |
| 3    | Hermanos Colmenarez (C) | 20   | 10 | 6 | 2 | 2 | 21 | 12 | +9   |
| 4    | Universidad Central     | 19   | 10 | 5 | 4 | 1 | 10 | 4  | +6   |
| 5    | ULA F. C.               | 15   | 10 | 4 | 3 | 3 | 16 | 16 | 0    |
| 6    | Yaracuy F. C.           | 13   | 10 | 3 | 4 | 3 | 10 | 9  | +1   |
| 7    | Academia Rey            | 12   | 10 | 3 | 3 | 4 | 7  | 8  | −1   |
| 8    | Atlético El Vigía       | 11   | 10 | 3 | 2 | 5 | 14 | 16 | −2   |
| 9    | Deportivo JBL del Zulia | 11   | 10 | 3 | 2 | 5 | 12 | 16 | −4   |
| 10   | Angostura F. C.         | 8    | 10 | 1 | 5 | 4 | 6  | 9  | −3   |
| 11   | Fundación AIFI          | 5    | 10 | 0 | 5 | 5 | 6  | 14 | −8   |
| 12   | Real Frontera           | 2    | 10 | 1 | 1 | 8 | 12 | 24 | −12  |

| Campeón absoluto. Clasificado para la Primera División de Venezuela 2021.    |
| Subcampeón absoluto. Clasificado para la Primera División de Venezuela 2021. |

## Estadísticas

### Goleadores
Actualizado el 10 de diciembre de 2020.
| Pos. | Jugador            | Club                | Goles |
| ---- | ------------------ | ------------------- | ----- |
| 1    | Juan Camilo Zapata | Hermanos Colmenarez | 13    |
| 2    | Rafael Castrillo   | ULA                 | 7     |
| 3    | Framber Villegas   | Yaracuy             | 5     |
| 4    | Julio Caicedo      | Ureña               | 5     |
| 5    | Ivan Alandete      | Atlético El Vigía   | 5     |